# Poa iridifolia
Poa iridifolia  es una especie de gramínea de la familia de las Poaceae. 
Es endémica de las serranías de la provincia de Buenos Aires.

## Descripción
Es dioica, perenne, cespitosa y robusta, de 4-11 dm de altura; hojas coriáceas, ásperas en márgenes y en la parte dorsal de la nervadura media; vainas foliares muy comprimidas; láminas planas débilmente auriculadas en la base y con ápice mucronado. Inflorescencia en panojas densas, ovado-lanceoladas.

## Hábitat
Habita entre rocas, y forma matas aisladas 

## Taxonomía
Poa iridifolia fue descrita por Lucien Hauman y publicado en Anales Museo Nacional de Historia Natural de Buenos Aires 29: 407, t. 1. 1917.
Citología
Número de cromosomas de Poa annua (Fam. Gramineae) y táxones infraespecíficos: n=14
Etimología
Poa: nombre genérico derivado del griego poa = (hierba, sobre todo como forraje).
iridifolia: epíteto latino que significa "con hojas radiales".
Sinonimia
- Poa lanigera var. tandilensis Hack.	[5]